# Maciej Pawlik
Maciej Pawlik (ur. 19 września lub listopada 1940 w Sarnach) – profesor nauk technicznych, specjalista z dziedziny elektrotechniki i energetyki, zwłaszcza elektrowni i gospodarki elektroenergetycznej. 

## Życiorys
Urodził się w rodzinie Zenona i Natalii z d. Rojewskiej. W 1962 ukończył studia na Wydziale Elektrycznym Politechniki Łódzkiej i uzyskał dyplom magistra inżyniera elektryka o specjalności Elektrownie Cieplne. W 1969 uzyskał stopień doktora nauk technicznych, w 1981 stopień doktora habilitowanego, a w 1990 tytuł naukowy profesora. 
Autor wielokrotnie wznawianego podręcznika akademickiego pt. Elektrownie (I wydanie: WNT Warszawa, 1990) – nagrodzonego w 1991 roku przez Ministra Edukacji Narodowej. 
Absolwent i pracownik Politechniki Łódzkiej. Były wiceprezes Łódzkiego Towarzystwa Naukowego. Od 1994 członek zagraniczny Narodowej Akademii Nauk Ukrainy. Były wiceprzewodniczący Komitetu Problemów Energetyki Polskiej Akademii Nauk, był też członkiem Komitetu Elektrotechniki PAN

## Nagrody i odznaczenia
- Krzyż Oficerski Orderu Odrodzenia Polski[5][1];
- Krzyż Kawalerski Orderu Odrodzenia Polski[5][1];
- Złoty Krzyż Zasługi[5][1];
- Srebrny Krzyż Zasługi[5][1];
- Medal Komisji Edukacji Narodowej[5][1];
- Odznaka „Zasłużony dla Politechniki Łódzkiej”[5][1];
- Honorowa Odznaka Miasta Łodzi;
- Nagroda Miasta Łodzi (2006)[5][1];
- Honorowe Obywatelstwo Miasta Bełchatowa (2002)[1][6];
- Złota Odznaka „Zasłużony dla Energetyki” (1987)[1];
- Nagroda Łódzkiego Towarzystwa Naukowego (2000)[1];
- Złota Honorowa Odznaka NOT[1];
- Srebrna Honorowa Odznaka NOT[1];
- Złota Honorowa Odznaka SEP[1];
- Srebrna Honorowa Odznaka SEP[1];

Otrzymał także m.in. kilka Nagród Ministra oraz kilkadziesiąt Nagród JM Rektora Politechniki Łódzkiej.